# Cercul lui Apollonius
În geometrie, cercul lui Apollonius reprezintă locul geometric al punctelor pentru care raportul distanțelor la două puncte fixe este constant.
Numele provine de la matematicianul grec Apoloniu din Perga.

Punctul P parcurge cercul lui Apollonius: PA/PB=k

## Formularea
Se consideră segmentul {\displaystyle [AB]} și un număr real pozitiv {\displaystyle \kappa \neq 1}
Atunci mulțimea punctelor:
{\displaystyle \complement _{A}=\{P|{\overline {AP}}:{\overline {PB}}=\kappa \}}
este cercul lui Apollonius.

## Demonstrație
Considerând punctul variabil P, există următoarele cazuri:
- P se află pe dreapta AB. Exceptând cazul în care k=1, când P nu poate fi decât mijlocul segmentului AB, ecuația PA=k·PB are ca soluție două puncte C și D, conjugate armonic în raport cu A și B.
- P se află în exteriorul dreptei AB. Deoarece PA/PB=CA/CB rezultă că PC este bisectoarea unghiului P în triunghiul APB, iar PD este bisectoarea exterioară. Așadar, CPD este unghi drept, deci P parcurge cercul de diametru [CD].

Acest cerc este chiar cercul lui Apollonius asociat punctelor A, B și numărului k.